# Quận Monongalia, West Virginia
Quận Monongalia là một quận thuộc tiểu bang West Virginia, Hoa Kỳ. Theo điều tra dân số năm 2000 của Cục điều tra dân số Hoa Kỳ, quận có dân số 81.866 người 2. Quận lỵ đóng ở Morgantown 6

## Địa lý
Theo Cục điều tra dân số Hoa Kỳ, quận có tổng diện tích 948 km2, trong đó có 12 km2 là diện tích mặt nước.

### Xa lộ
- Interstate 68
- Interstate 79
- U.S. Highway 19
- U.S. Highway 119
- West Virginia Route 7

### Quận giáp ranh
- Quận Greene, Pennsylvania (bắc)
- Quận Fayette, Pennsylvania (đông bắc)
- Quận Preston (đông)
- Quận Taylor (đông nam)
- Quận Marion (nam
- Quận Wetzel (tây)

## Thông tin nhân khẩu
Theo điều tra dân số 2 năm 2000, quận đã có dân số 81.866 người, 33.446 hộ gia đình, và 18.495 gia đình sống trong quận hạt. Mật độ dân số là 227 người trên một dặm vuông (88/kmТВ). Có 36.695 đơn vị nhà ở với mật độ trung bình 102 trên một dặm vuông (39/kmТВ). Cơ cấu dân tộc của cư dân sinh sống ở quận này bao gồm 92,22% người da trắng, 3,38% da đen hay Mỹ gốc Phi, 0,20% người Mỹ bản xứ, 2,45% châu Á, Thái Bình Dương 0,04%, 0,32% từ các chủng tộc khác, và 1,39% từ hai hoặc nhiều chủng tộc. 1,01% dân số là người Hispanic hay Latino thuộc một chủng tộc nào.
Có 33.446 hộ, trong đó 24,20% có trẻ em dưới 18 tuổi sống chung với họ, 43,80% là đôi vợ chồng sống với nhau, 8,30% có một chủ hộ nữ và không có chồng, và 44,70% là không lập gia đình. 31,30% hộ gia đình đã được tạo ra từ các cá nhân và 8,40% có người sống một mình 65 tuổi hoặc cao tuổi hơn. Cỡ hộ trung bình là 2,28 và cỡ gia đình trung bình là 2,91.
Trong quận, dân số đã được trải ra với 18,20% dưới độ tuổi 18, 23,40% 18-24, 27,70% 25-44, 20,00% từ 45 đến 64, và 10,70% từ 65 tuổi trở lên đã được những người. Độ tuổi trung bình là 30 năm. Đối với mỗi 100 nữ có 101,80 nam giới. Đối với mỗi 100 nữ 18 tuổi trở lên, đã có 101,20 nam giới.
Thu nhập trung bình cho một hộ gia đình trong đã đạt mức USD 28.625, và thu nhập trung bình cho một gia đình là USD 43.628. Phái nam có thu nhập trung bình USD 33.113 so với 23.828 USD của phái nữ. Thu nhập bình quân đầu người là 17.106 USD. Có 11,30% gia đình và 22,80% dân số sống dưới mức nghèo khổ, bao gồm 17,90% những người dưới 18 tuổi và 8,00% của những người 65 tuổi hoặc hơn.